# 칼슘 키드
《칼슘 키드》(영어: The Calcium Kid)는 영국에서 제작된 2004년 모큐멘터리 코미디 영화이다. 올랜도 블룸이 우유 배달원이자 아마추어 권투 선수인 주인공으로 등장하며, 빌리 파이퍼와 마이클 페냐 등이 조연으로 출연하였다. 앨릭스 더래코프가 연출하고, 팀 베번 등이 제작에 참여하였다.

## 줄거리
우유 배달원 지미는 체육관에서 피트의 스파링 상대를 하다가 얼떨결에 피트를 부상 입힌다. 피트의 다음 경기 상대로 예정돼있던 건 미국인 미들급 세계 챔피언 호제이. 매니저 허비는 지미를 호제이와 싸우게 한다는 묘안을 낸다.
그러나 지미는 경기 전 기자 회견에서 허비가 시킨대로 호제이를 도발하는 원고를 읽었다가 인종차별주의자로 비춰져 영국의 명예를 실추하는데...

## 출연
- 올랜도 블룸 - 지미 코널리 역
- 마이클 페냐 - 호제이 멘데즈 역
- 빌리 파이퍼 - 에인절 역
- 레이프 스폴 - 스탠 팔러 역
- 타머 해선 - 피트 라이트 역
- 오미드 절릴리 - 허비 부시 역
- 데이비드 켈리 - 패디 오플래너건 역
- 마크 힙 - 서배스천 고어브라운 역
- 마이클 러너 - 아티 코언 역
- 프랭크 하퍼 - 클라이브 코널리 역
- 로니 앵코나 - 팻 코널리 역
- 피터 세러피너위치 - 라디오 DJ 역

## 기타 제작진
- 라인 제작: 재키 글랜빌
- 공동 제작: 리처드 존스
- 총괄 제작: 너태샤 훠턴
- 배역: 지나 제이
- 미술: 조엘 콜린스
- 의상: 새미 셸던